# سسسسسسس
سسسسسسس (به انگلیسی: Sssssss؛ منتشرشده در بریتانیا با نام Ssssnake) فیلمی در ژانر ترسناک و علمی–تخیلی به کارگردانی برنارد ال کوالسکی است که در سال ۱۹۷۳ منتشر شد. از بازیگران آن می‌توان به درک بندیکت، استروتر مارتین، هتر منزیس، رب براون، و تیم اکونر اشاره کرد.